# Funiculaire de la Santa Cova
Le funiculaire de la Santa Cova est l'un des funiculaires de Montserrat conjointement avec le crémaillère de Montserrat et le funiculaire de Sant Joan. Le funiculaire de la Santa Cova a été inauguré en 1929. En 2001, deux véhicules modernes similaires à ceux du funiculaire de Sant Joan ont été installés, avec un toit panoramique. Ce funiculaire sert à relier l'abbaye de Montserrat au chemin de la Santa Cova, un des lieux de pèlerinage de la montagne. 

## Histoire
Le funiculaire a été construit en 1926 par Von Roll, poussé par la compagnie Ferrocarrils de Muntanya de Grans Pendents. En 1963, des travaux de modernisation ont été effectués. En 1986, FGC est devenu propriétaire et, en 1991, FGC a procédé à la rénovation des installations, tout en conservant les véhicules d'origine en bois. 
En juillet 2000, de fortes pluies ont gravement endommagé l’infrastructure, à la station inférieur un véhicule a été complètement inondé. Deux nouveaux véhicules panoramiques ont été achetés et le service a repris en juin 2001. 

## Caractéristiques techniques
La ligne fait 262 m de longueur pour un dénivelé de 118 m avec une pente maximale de 56,5 % et l'écartement des rails est de 1 000 mm. La ligne est à voie unique et possède une bouche d'évitement. Les trains sont composés de 2 voitures à traction électrique avec une capacité de 60 passagers par voiture et le trajet dure 2,5 minutes. Le câble transportant le funiculaire a un diamètre de 38 mm. Le funiculaire peut transporter 900 ou 1350 personnes par heure à une vitesse d'2 m/s. La station basse est située à 582 m d'altitude et la station haute est située à 700 m d'altitude,.

## Galerie de photographies

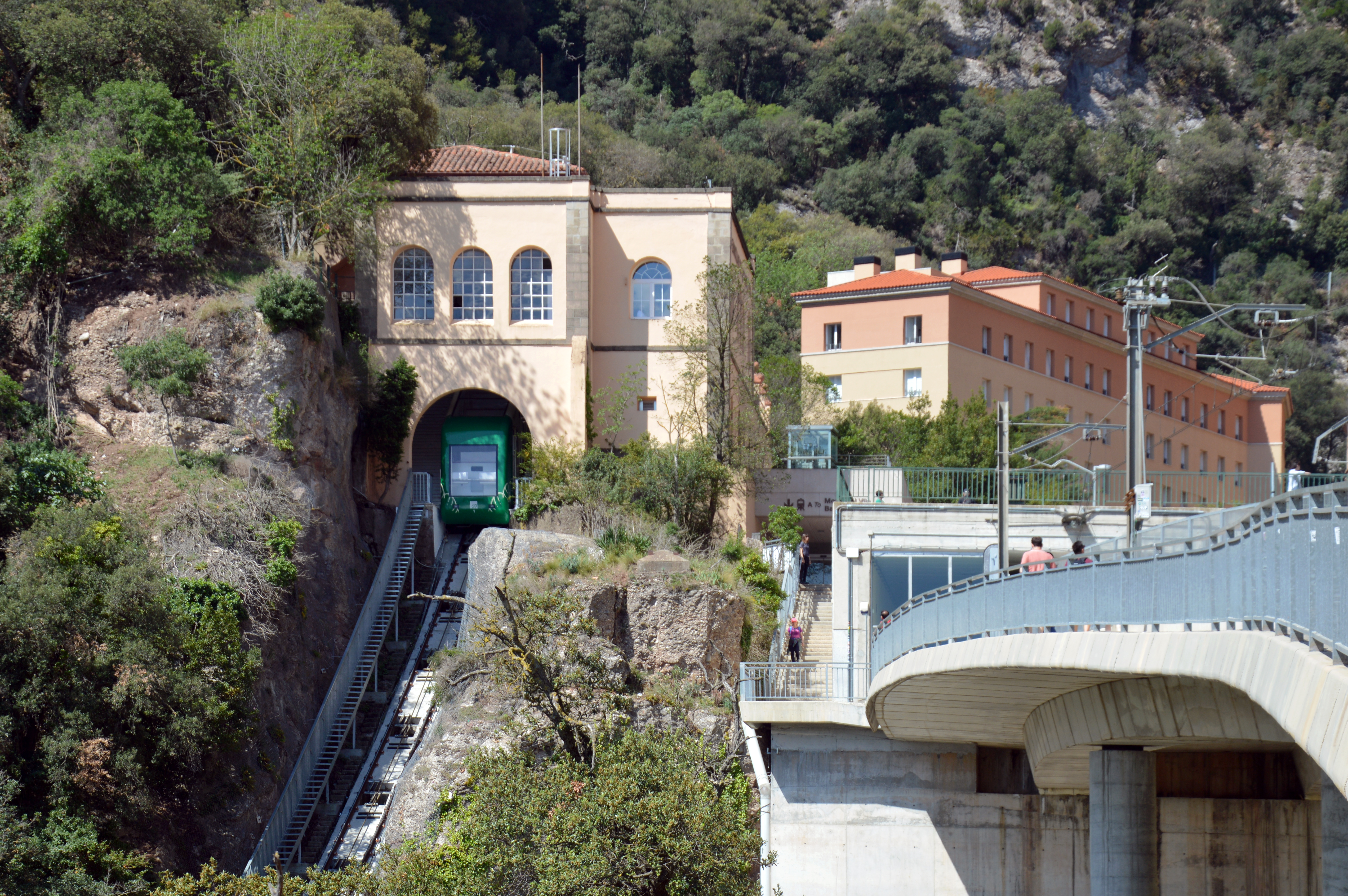
Station supérieure du funiculaire
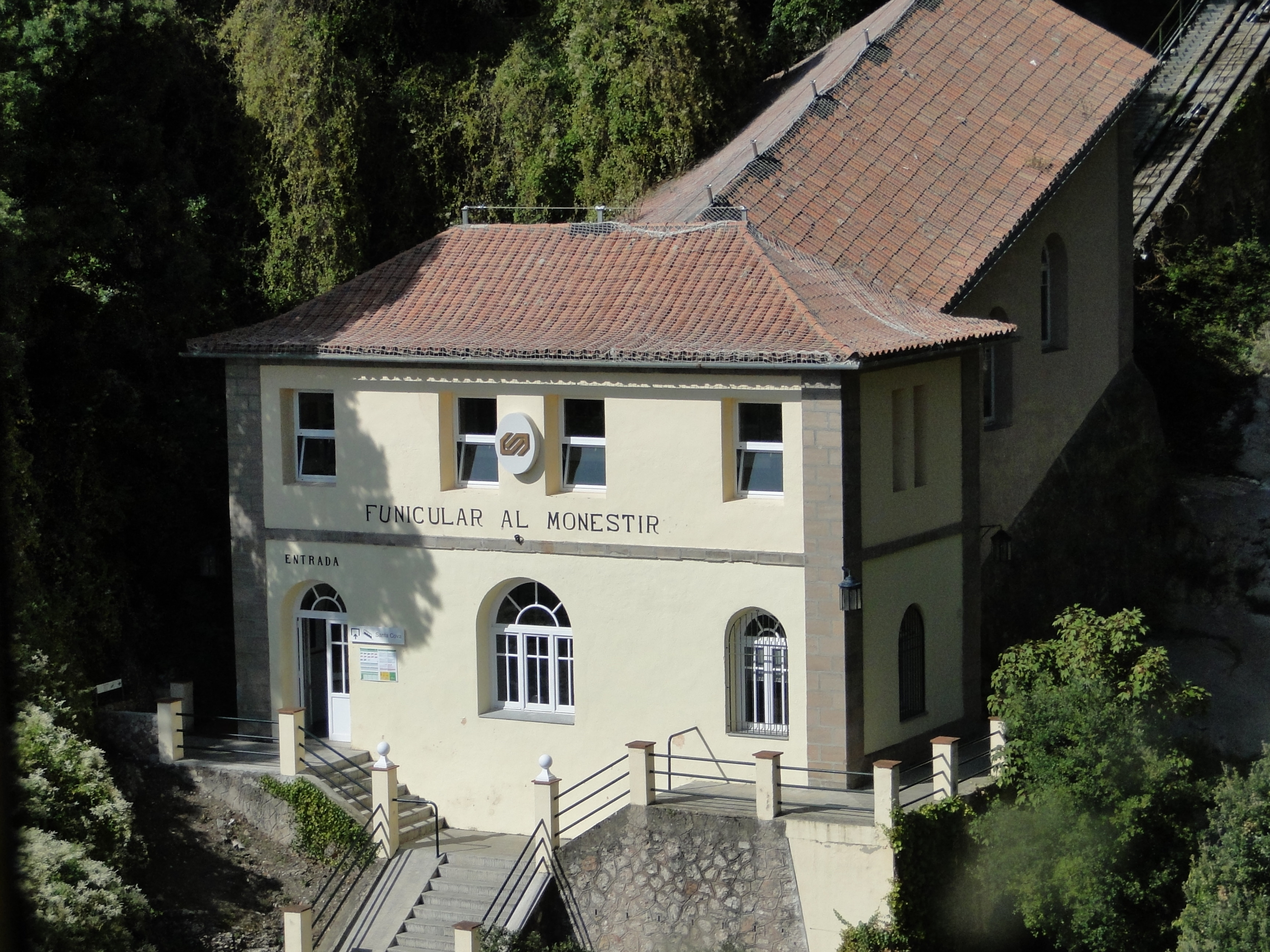
Station inférieure du funiculaire
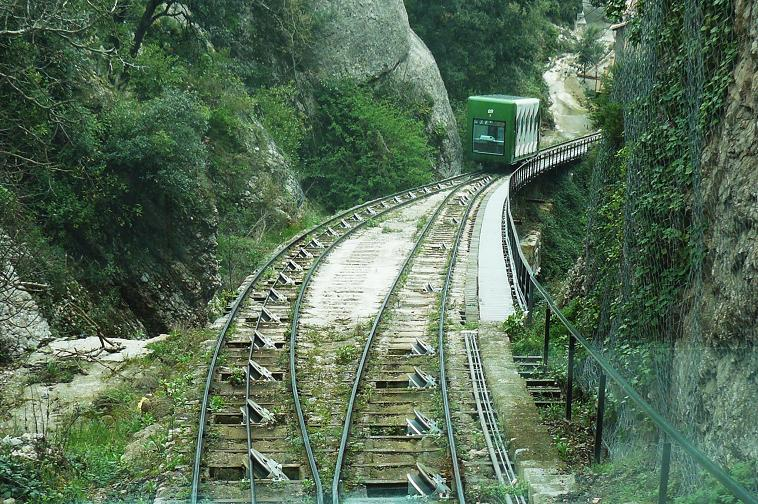
Boucle d'évitement du funiculaire